# 스피드스케이팅 남자 1500m 대한민국 기록 추이
스피드 스케이팅 대한민국 기록은 대한 빙상 경기 연맹이 공인하고 관리한다.
다음은 남자 1500m 대한민국 기록 추이이다.
| #   | 시간         | 차이     | 선수   | 소속     | 날짜                  | 대회명                                              | 장소                          | 경기장                                  | 주석 및 기타                              | 동영상 |
|     | 2분 23초 2   | -        | 이효창 |          | 1948.                 | 구주선수권                                          | 오스로                        |                                         | [ 1 ]                                     |        |
|     | 2분 16초 7   | -        | 장영   |          | 1956. 01. 30          | 제17회 동계 올림픽                                  | 이탈리아 코르티나담페초       | Pista Fiames                            | 29위.종전 43년 8분 44초 0                 |        |
|     | 2분 16초 0   | -        | 정충구 | 육군     | 1968. 11              | 관동 선수권 대회                                    | 일본                          |                                         | [ 4 ]                                     |        |
|     | 2분 12초 8   | -        | 정충구 | 육군     | 1972. 01. 05          | 삿포로 동계 올림픽 출전 스피드 스케이팅 최종 선발전 | 대한민국 서울                 | 태릉 국제 스케이트장                    | 종전 2분 13초 0                           |        |
|     | 2분 12초 72  | -        | 이영하 | 경희고   | 1975. 03. 01          | 세계 주니어 스피드 스케이팅 선수권 대회             | 스웨덴 Strömsund              |                                         | 8위                                       |        |
|     | 2분 09초 5   | - 3.22초 | 이영하 | 경희대   | 1975. 12. 19          | 고 빙상인 추모 제11회 남녀 빙상 대회                | 대한민국 서울]                | 태릉 국제 스케이트장                    | [ 7 ]                                     |        |
|     | 2분 03초 03  | - 6.47초 | 이영하 | 경희대   | 1976. 01. 18          | 세계 주니어 스피드 스케이팅 선수권 대회             | 이탈리아 Madonna di Campiglio | Pista Olimpica                          | 2위,                                      |        |
|     | 2분 02초 37  | - 0.66초 | 이영하 |          | 1980. 02. 21          | 동계 올림픽                                         | 미국 레이크플레시드           | James B. Sheffield Olympic Skating Rink | 22위.                                     |        |
|     | 2분 01초 86  | - 0.51초 | 이영하 |          | 1980. 12. 19          | 아시아 빙상 대회                                    | 일본 후지요시다               | 하일랜드 스케이트장                     | 2위.                                      |        |
|     | 2분 01초 71  | - 0.15초 | 이영하 | 대우     | 1983. 12. 11          | 인첼 국제 초청 빙상 대회                            | 서독 인첼                     |                                         | [ 12 ]                                    |        |
|     | 1분 59초 75  | - 0.96초 | 배기태 | 단국대   | 1985. 12. 08*         | 인첼 국제 초청 빙상 대회                            | 서독 인첼                     |                                         | 1위                                       |        |
|     | 1분 55초 54  | -        | 배기태 | 단국대   | 1987. 02. 15          | 87 세계 남자 스피드 스케이팅 대회                   | 네덜란드 헤이렌베인           |                                         | 9위. 종전 1분 59초 25 (배기태 86년 2월) N |        |
|     | 1분 54초 94  | - 0.60초 | 김윤만 | 고려대   | 1987. 02. 15 *(2일째) | 87 세계 남자 스피드 스케이팅 대회                   | 노르웨이 하마르               |                                         | 12위                                      |        |
|     | 1분 53초 92  | - 1.02초 | 최재봉 | 효원고   | 1996. 03. 10 *(2일째) | 96 주니어 스피드 스케이팅 선수권 대회               | 캐나다 캘거리                 | 올림픽 오벌                             | 3위                                       |        |
|     | 1분 51초 82* | -        | 최재봉 | 효원고   | 1997. 10. 27          | 캐나다 4개국 초청 국제 스케이팅 대회                | 캐나다 캘거리                 | 올림픽 오벌                             | 1위. 종전 1분 53초 92 (최재봉 )           |        |
|     | 1분 52초 27  | - 1.65초 | 천주현 | 고려대   | 1997. 11. 04*         | 제32회 전국 남녀 종목별 빙상 경기 대회              | 캐나다 캘거리                 | 올림픽 오벌                             | 종전 1분 53초 92 (최재봉 )                |        |
| *   | 1분 51초 47  |          | 최재봉 | 효원고   | 1998. 02. 10          | 1998년 동계 올림픽                                  |                               | [ 깨진 링크 ( 과거 내용 찾기 ) ]        |                                           |        |
| jr4 | 1분 49초 71  |          | 최재봉 | 효원고   | 1998. 11. 28          |                                                     | 캐나다 캘거리                 | 올림픽 오벌                             |                                           |        |
|     | 1분 49초 49  | -        | 최재봉 | 효원고   | 1999. 01. 18 *        | 캘거리 세계 선수권                                  | 캐나다 캘거리                 | 올림픽 오벌                             |                                           |        |
|     | 1분 47초 05  |          | 이규혁 | 고려대   | 2000. 11. 05 (*)      | 주말 국제 대회                                      | 캐나다 캘거리                 | 올림픽 오벌                             | 종전 0.85초 당김 (2000년 10월 최재봉)     |        |
|     | 1분 44초 23  | - 0.97초 | 문준   | 성남시청 | 2007. 03. 4 (*)       | 월드컵 파이널                                       | 캐나다 캘거리                 | 올림픽 오벌                             | 종전 1분 45초 20 이규혁                   |        |
|     | 1분 43초 87  | - 0.36초 | 문준   | 성남시청 | 2007. 03. 12 (*)      | 세계종별 스피드스케이팅선수권대회                   | 미국 솔트레이크시티           | 유타 올림픽 오벌                        | 4위. 종전 1분 44초 23                     |        |
|     | 1분 42초 85  | - 1.02초 | 모태범 | 한국체대 | 2009. 12. 11          | 월드컵                                              | 미국 솔트레이크시티           | 유타 올림픽 오벌                        | 3위. 종전 1분 43초 87                     |        |

## 같이 보기
- 스피드 스케이팅 남자 1500m 세계 기록 추이
- 스피드 스케이팅 여자 1500m 대한민국 기록 추이
- 스피드 스케이팅 여자 1500m 세계 기록 추이